# 和田雄二 (競馬)
和田 雄二（わだ ゆうじ、1969年8月14日 - ）は、日本中央競馬会（JRA）・美浦トレーニングセンターの調教師。鹿児島県鹿屋市出身。

## 来歴
同郷の騎手である吉永正人（同郷には他に瀬戸口勉の他郷原洋行や梅内忍、現役騎手では幸英明らがいる）に憧れ、騎手になるため競馬学校を3度受験するも全て不合格となり、その後は調教師を目指すことになる。鹿屋農業高校、日本大学農獣医学部畜産学科を卒業し1994年10月にJRA競馬学校厩務員課程に入学。翌1995年4月に保田隆芳厩舎の厩務員となる。
1996年4月から憧れていた吉永正人厩舎で厩務員となり1997年6月から調教助手を務める。
2006年9月11日に吉永が病死し厩舎解散となったため松山康久厩舎に移籍する。その後、武市康男厩舎、中野栄治厩舎と所属を渡り歩いた。
2013年に14回目の挑戦でJRA調教師免許試験に合格し、同年美浦トレセンで厩舎を開業した。
2022年5月29日の東京1Rの勝利でJRA通算100勝を達成。11月12日に行われたデイリー杯2歳ステークスでオールパルフェが勝利し、重賞初勝利となった。
2023年4月22日美浦トレセンで調教コースへ向かう途中に脳梗塞を発症し落馬、一時意識不明の重体となった。その後、意識が回復し一命を取り留め、自宅療養につとめた。
2023年7月5日、美浦トレセンで職場復帰した。

## 調教師成績

### 概要
|            | 日付           | 競馬場・開催   | 競走名                     | 馬名               | 頭数 | 人気 | 着順 |
| ---------- | -------------- | -------------- | -------------------------- | ------------------ | ---- | ---- | ---- |
| 初出走     | 2013年3月16日  | 2回中京3日2R   | 3歳未勝利                  | オクマンチョウジャ | 16頭 | 13   | 15着 |
| 初勝利     | 2013年7月20日  | 2回福島7日7R   | 3歳未勝利                  | ビバゴールデン     | 16頭 | 5    | 1着  |
| 重賞初出走 | 2014年8月31日  | 2回新潟10日11R | 新潟2歳ステークス          | ラミーロ           | 18頭 | 17   | 16着 |
| 重賞初勝利 | 2022年11月12日 | 5回阪神3日11R  | デイリー杯2歳ステークス    | オールパルフェ     | 10頭 | 3    | 1着  |
| GI初出走   | 2014年12月14日 | 5回阪神4日11R  | 阪神ジュベナイルフィリーズ | スマートプラネット | 18頭 | 13   | 6着  |

## 主な管理馬
- オールパルフェ（2022年デイリー杯2歳ステークス）